# Vlastislav Červený
Vlastislav Červený (26. dubna 1932 Dráchov – 21. května 2022 Praha) byl český geofyzik, vysokoškolský pedagog, emeritní profesor Univerzity Karlovy, čestný člen VR MFF UK a dlouholetý pracovník Katedry geofyziky MFF UK.

## Životopis
Vlastislav Červený se narodil 26. dubna 1932 v Dráchově. Po absolvování Univerzity Karlovy působil od roku 1955 jako asistent a později jako odborný asistent na Matematicko-fyzikální fakultě. Zde se v roce 1966 habilitoval a v roce 1987 byl jmenován profesorem.
V 70. a 80. letech 20. století se stal průkopníkem v rozvoji paprskových metod v seismologii. V té době patřil mezi nejcitovanější vědce na Univerzitě Karlově. V 70. letech rovněž vydal dvě monografie, Theory of Seismic Head Waves (1971) a Ray method in seismology (1977), na něž v roce 2001 navázal knihou Seismic Ray Theory. Dále i do pokročilého věku publikoval odborné články.
V roce 1993 založil projekt Seismic Waves in Complex 3-D Structures, který je k dispozici zahraničním průmyslovým společnostem, výzkumným ústavům a univerzitám. Je orientován na teoretické a praktické využití poznatků šíření vysokofrekvenčních seismických vln ve složitých 3-D prostředích.
Během života se mu dostalo řady ocenění, byl zvolen jako honorární člen Německé akademie věd Leopoldina, nebo Academia Europaea. Dále mu byla v roce 1997 udělena medaile Beno Gutenberga Evropskou geofyzikální společností nebo v roce 2004 medaile Maurice Ewinga od Society of Exploration Geophysicists, nebo medaile Ernsta Macha Akademií věd České republiky a zlaté pamětní medaile Univerzity Karlovy.
Vlastislav Červený zemřel 21. května 2022 v Praze po dlouhé nemoci ve věku 90 let. Poslední rozloučení proběhlo 26. května 2022 ve Velké obřadní síni krematoria v Praze-Strašnicích.
Na jeho počest společnost EAGE uděluje cenu po něm pojmenovanou.

#### Monografie
- Theory of Seismic Head Waves (1971)
- Ray method in seismology (1977)

#### Knihy
- Seismic Ray Theory (2001)